# 설악호
설악호(雪岳號)는 청량리-강릉 간을 운행하던 특급 열차의 이름이다. 열차가 설악산과 접한 강릉시 일대를 지나간다는 데서 이름이 유래하였다.

## 역사
- 1967년 이전 : 운행 개시
- 일자 불명 : 폐지

## 사건
1967년 9월 14일 제천역에서 원주역 방면으로 향하던 화물열차가 차축의 노후로 탈선했다. 이로 인해 상행 설악호가 2시간 30분을 연착하여 환불 소동이 벌어졌다.